# Rhampsinitus soerenseni
Rhampsinitus soerenseni is een hooiwagen uit de familie echte hooiwagens (Phalangiidae).